# Xysticus gracilis
Xysticus gracilis är en spindelart som beskrevs av Eugen von Keyserling 1880. Xysticus gracilis ingår i släktet Xysticus och familjen krabbspindlar.
Artens utbredningsområde är Colombia. Inga underarter finns listade i Catalogue of Life.